# River Antoine (Grenada)
Der River Antoine ist ein Fluss auf der Atlantikseite der Antilleninsel Grenada.

## Geographie
Der Fluss entsteht in den nordöstlichen Ausläufern des Mount Saint Catherine, bei Hermitage im Gebiet des Belmont Estates. Er verläuft nach Osten durch Tivoli und mündet bei La Poterie in der Nähe des Lake Antoine, in der Antoine Bay in den Atlantik.